# Сетала
Сета̀ла (на италиански: Settala, на западноломбардски: Setàra, Сетара) е градче и община в Северна Италия, провинция Милано, регион Ломбардия. Разположено е на 108 m надморска височина. Населението на общината е 7323 души (към 2013 г.).